# 20.ª etapa de la Vuelta a España 2019
La 20.ª etapa de la Vuelta a España 2019 tuvo lugar el 14 de septiembre de 2019 entre Arenas de San Pedro y Plataforma de Gredos sobre un recorrido de 190,4 km y fue ganada en solitario por el esloveno Tadej Pogačar del UAE Emirates. Su compatriota Primož Roglič mantuvo el maillot rojo antes de llegar a Madrid.

## Clasificación de la etapa
| \| Clasificación de la etapa \| Clasificación de la etapa \| Clasificación de la etapa \| Clasificación de la etapa \| Clasificación de la etapa \| \| Ciclista \| Ciclista \| Equipo \| Tiempo \| \| \| ------------------------- \| ------------------------- \| ------------------------- \| ------------------------- \| ------------------------- \| \| 1.º \| Tadej Pogačar \| UAE Team Emirates \| 5 h 16 min 40 s \| \| \| 2.º \| Alejandro Valverde \| Movistar Team \| + 1 min 32 s \| \| \| 3.º \| Rafał Majka \| Bora-Hansgrohe \| + 1 min 32 s \| \| \| 4.º \| Hermann Pernsteiner \| Bahrain-Merida \| + 1 min 32 s \| \| \| 5.º \| Primož Roglič \| Team Jumbo-Visma \| + 1 min 41 s \| \| \| 6.º \| Sergio Higuita \| EF Education First \| + 1 min 49 s \| \| \| 7.º \| Dylan Teuns \| Bahrain-Merida \| + 1 min 49 s \| \| \| 8.º \| Nairo Quintana \| Movistar Team \| + 1 min 56 s \| \| \| 9.º \| Mikel Nieve \| Mitchelton-Scott \| + 1 min 59 s \| \| \| 10.º \| Wilco Kelderman \| Team Sunweb \| + 1 min 59 s \| \| |                     |                    |                 |
| |                     |                    |                 |
| Fuente: ProCyclingStats |                     |                    |                 |
| Clasificación de la etapa |                     |                    |                 |
| Ciclista | Ciclista            | Equipo             | Tiempo          |
| 1.º | Tadej Pogačar       | UAE Team Emirates  | 5 h 16 min 40 s |
| 2.º | Alejandro Valverde  | Movistar Team      | + 1 min 32 s    |
| 3.º | Rafał Majka         | Bora-Hansgrohe     | + 1 min 32 s    |
| 4.º | Hermann Pernsteiner | Bahrain-Merida     | + 1 min 32 s    |
| 5.º | Primož Roglič       | Team Jumbo-Visma   | + 1 min 41 s    |
| 6.º | Sergio Higuita      | EF Education First | + 1 min 49 s    |
| 7.º | Dylan Teuns         | Bahrain-Merida     | + 1 min 49 s    |
| 8.º | Nairo Quintana      | Movistar Team      | + 1 min 56 s    |
| 9.º | Mikel Nieve         | Mitchelton-Scott   | + 1 min 59 s    |
| 10.º | Wilco Kelderman     | Team Sunweb        | + 1 min 59 s    |

## Clasificaciones al final de la etapa

### Clasificación general
| \| Clasificación general \| Clasificación general \| Clasificación general \| Clasificación general \| Clasificación general \| \| Ciclista \| Ciclista \| Equipo \| Tiempo \| \| \| --------------------- \| --------------------- \| --------------------- \| --------------------- \| --------------------- \| \| 1.º \| Primož Roglič \| Team Jumbo-Visma \| 80 h 18 min 54 s \| \| \| 2.º \| Alejandro Valverde \| Movistar Team \| + 2 min 33 s \| \| \| 3.º \| Tadej Pogačar \| UAE Team Emirates \| + 2 min 55 s \| \| \| 4.º \| Nairo Quintana \| Movistar Team \| + 3 min 46 s \| \| \| 5.º \| Miguel Ángel López \| Astana \| + 4 min 48 s \| \| \| 6.º \| Rafał Majka \| Bora-Hansgrohe \| + 7 min 33 s \| \| \| 7.º \| Wilco Kelderman \| Team Sunweb \| + 10 min 04 s \| \| \| 8.º \| Carl Fredrik Hagen \| Lotto-Soudal \| + 12 min 54 s \| \| \| 9.º \| Marc Soler \| Movistar Team \| + 22 min 27 s \| \| \| 10.º \| Mikel Nieve \| Mitchelton-Scott \| + 22 min 34 s \| \| |                    |                   |                  |
| |                    |                   |                  |
| Fuente: ProCyclingStats |                    |                   |                  |
| Clasificación general |                    |                   |                  |
| Ciclista | Ciclista           | Equipo            | Tiempo           |
| 1.º | Primož Roglič      | Team Jumbo-Visma  | 80 h 18 min 54 s |
| 2.º | Alejandro Valverde | Movistar Team     | + 2 min 33 s     |
| 3.º | Tadej Pogačar      | UAE Team Emirates | + 2 min 55 s     |
| 4.º | Nairo Quintana     | Movistar Team     | + 3 min 46 s     |
| 5.º | Miguel Ángel López | Astana            | + 4 min 48 s     |
| 6.º | Rafał Majka        | Bora-Hansgrohe    | + 7 min 33 s     |
| 7.º | Wilco Kelderman    | Team Sunweb       | + 10 min 04 s    |
| 8.º | Carl Fredrik Hagen | Lotto-Soudal      | + 12 min 54 s    |
| 9.º | Marc Soler         | Movistar Team     | + 22 min 27 s    |
| 10.º | Mikel Nieve        | Mitchelton-Scott  | + 22 min 34 s    |

### Clasificación por puntos
| Clasificación por puntos | Clasificación por puntos | Clasificación por puntos | Clasificación por puntos | Clasificación por puntos |
| Ciclista                 | Ciclista                 | Equipo                   | Puntos                   |                          |
| ------------------------ | ------------------------ | ------------------------ | ------------------------ | ------------------------ |
| 1.º                      | Primož Roglič            | Team Jumbo-Visma         | 155 pts                  |                          |
| 2.º                      | Tadej Pogačar            | UAE Team Emirates        | 136 pts                  |                          |
| 3.º                      | Alejandro Valverde       | Movistar Team            | 132 pts                  |                          |
| 4.º                      | Sam Bennett              | Bora-Hansgrohe           | 114 pts                  |                          |
| 5.º                      | Nairo Quintana           | Movistar Team            | 100 pts                  |                          |
| 6.º                      | Miguel Ángel López       | Astana                   | 76 pts                   |                          |
| 7.º                      | Philippe Gilbert         | Deceuninck-Quick Step    | 73 pts                   |                          |
| 8.º                      | Dylan Teuns              | Bahrain-Merida           | 69 pts                   |                          |
| 9.º                      | Sergio Higuita           | EF Education First       | 62 pts                   |                          |
| 10.º                     | Rafał Majka              | Bora-Hansgrohe           | 62 pts                   |                          |

### Clasificación de la montaña
| Clasificación de la montaña | Clasificación de la montaña | Clasificación de la montaña   | Clasificación de la montaña | Clasificación de la montaña |
| Ciclista                    | Ciclista                    | Equipo                        | Puntos                      |                             |
| --------------------------- | --------------------------- | ----------------------------- | --------------------------- | --------------------------- |
| 1.º                         | Geoffrey Bouchard           | AG2R La Mondiale              | 76 pts                      |                             |
| 2.º                         | Ángel Madrazo               | Burgos-BH                     | 44 pts                      |                             |
| 3.º                         | Sergio Samitier             | Euskadi Basque Country-Murias | 42 pts                      |                             |
| 4.º                         | Tadej Pogačar               | UAE Team Emirates             | 38 pts                      |                             |
| 5.º                         | Tao Geoghegan Hart          | Team Ineos                    | 35 pts                      |                             |
| 6.º                         | Wout Poels                  | Team Ineos                    | 31 pts                      |                             |
| 7.º                         | Alejandro Valverde          | Movistar Team                 | 29 pts                      |                             |
| 8.º                         | Sergio Luis Henao           | UAE Team Emirates             | 27 pts                      |                             |
| 9.º                         | Jakob Fuglsang              | Astana                        | 24 pts                      |                             |
| 10.º                        | Mikel Bizkarra              | Euskadi Basque Country-Murias | 22 pts                      |                             |

### Clasificación de los jóvenes
| Clasificación del mejor joven | Clasificación del mejor joven | Clasificación del mejor joven | Clasificación del mejor joven | Clasificación del mejor joven |
| Ciclista                      | Ciclista                      | Equipo                        | Tiempo                        |                               |
| ----------------------------- | ----------------------------- | ----------------------------- | ----------------------------- | ----------------------------- |
| 1.º                           | Tadej Pogačar                 | UAE Team Emirates             | 80 h 21 min 49 s              |                               |
| 2.º                           | Miguel Ángel López            | Astana                        | + 1 min 53 s                  |                               |
| 3.º                           | James Knox                    | Deceuninck-Quick Step         | + 20 min 00 s                 |                               |
| 4.º                           | Sergio Higuita                | EF Education First            | + 29 min 22 s                 |                               |
| 5.º                           | Ruben Guerreiro               | Katusha-Alpecin               | + 39 min 10 s                 |                               |
| 6.º                           | Tao Geoghegan Hart            | Team Ineos                    | + 1 h 00 min 48 s             |                               |
| 7.º                           | Kilian Frankiny               | Groupama-FDJ                  | + 1 h 08 min 47 s             |                               |
| 8.º                           | Óscar Rodríguez Garaicoechea  | Euskadi Basque Country-Murias | + 1 h 10 min 19 s             |                               |
| 9.º                           | Ben O'Connor                  | Dimension Data                | + 1 h 22 min 58 s             |                               |
| 10.º                          | Sepp Kuss                     | Team Jumbo-Visma              | + 1 h 32 min 38 s             |                               |

### Clasificación por equipos
| Clasificación por equipos | Clasificación por equipos     | Clasificación por equipos | Clasificación por equipos |
| Equipo                    | Equipo                        | Tiempo                    |                           |
| ------------------------- | ----------------------------- | ------------------------- | ------------------------- |
| 1.º                       | Movistar Team                 | 240 h 01 min 24 s         |                           |
| 2.º                       | Astana                        | + 51 min 38 s             |                           |
| 3.º                       | Team Jumbo-Visma              | + 2 h 03 min 42 s         |                           |
| 4.º                       | Mitchelton-Scott              | + 2 h 26 min 47 s         |                           |
| 5.º                       | AG2R La Mondiale              | + 3 h 14 min 09 s         |                           |
| 6.º                       | Team Sunweb                   | + 3 h 20 min 01 s         |                           |
| 7.º                       | Euskadi Basque Country-Murias | + 3 h 38 min 55 s         |                           |
| 8.º                       | Bahrain-Merida                | + 3 h 45 min 14 s         |                           |
| 9.º                       | Dimension Data                | + 3 h 55 min 52 s         |                           |
| 10.º                      | Ineos                         | + 4 h 00 min 34 s         |                           |

## Abandonos
- Jean-Pierre Drucker, debido a una caída sufrida el día anterior, no tomó la salida.[2]